# România Renaște
Mișcarea România Renaște (abreviat România Renaște) este o organizație non-guvernamentală civico-politică din România, care susține candidatura independentă a lui Mircea Geoană la alegerile prezidențiale din 2024.

## Obiective
Misiunea România Renaște se declară o „comunitate de patrioți și democrați în serviciul națiunii, care își doresc ca România să realizeze un salt istoric de dezvoltare”.
La finalul lunii iunie, Mișcarea „România Renaște!” a lansat un apel către ceea ce ea consideră a fi „forțele sănătoase și democratice din România” să susțină candidatura independentă a lui Mircea Geoană. De asemenea, organizația i-a cerut lui Mircea Geoană să își asume o candidatură la funcția de președinte al României.

## Membri
Mișcării „România Renaște!” s-au alăturat până în acest moment peste 7.000 de membri, două partide și un număr de 32 de organizații civice și organizații non-guvernamentale.
| Partid | Partid                      | Poziție                   | Ideologie                                      | Consilieri locali | Primari |
| ------ | --------------------------- | ------------------------- | ---------------------------------------------- | ----------------- | ------- |
|        | Partidul România în Acțiune | Centru                    | Localism, Patriotism, Proeuropenism            | 48 / 86           | 1 / 3   |
|        | Partidul Verde              | Centru spre centru-stânga | Ecologism, Conservatorism verde, Proeuropenism | 38 / 86           | 2 / 3   |

- Dumitru Borțun – doctor în filosofie și profesor universitar la Facultatea de Comunicare și Relații Publice a Școlii Națională de Studii Politice și Administrative (SNSPA) din București
- Alina Achim Inayeh – fost director al Biroului din București și al Black Sea Trust în cadrul German Marshall Fund
- Cătălin Tomescu – general (r.), șeful Comandamentului Corpului Multinațional Sud-Est al NATO între 2020 și 2022
- Cezar Gheorghe – fondator și președinte director general al companiei AGRIColumn
- Marius Profiroiu – profesor la Academia de Studii Economice din București
- Ștefan Busnatu – medic cardiolog la Spitalul Clinic de Urgență „Bagdasar Arseni”, șef de lucrări și prodecan la Facultatea de Medicină din cadrul Universității de Medicină și Farmacie „Carol Davila” (UMFCD) din București
- Ioana Mateș – avocat, membră a Baroului București
- Clara Volintiru – directorul filialelor din București ale German Marshall Fund, respectiv Black Sea Trust (BST)
- Paula Pîrvănescu – fost candidat independent la alegerile europarlamentare din 2024, președinta Asociației RBC (Romanian Business Chamber) între 2020 și 2024
- Augustin Jianu – fost ministru al comunicațiilor și societății informaționale (4 ianuarie – 29 iunie 2017), cofondator și președinte director general al Facem, cofondator al startup-ului românesc certME
- Florentin Gust – președinte al filialei Dolj a Crucii Roșii și membru în Comitetul Director al Crucii Roșii România, deputat PSD în legislaturile 2008–2012 și 2012–2016, fondator al Kangen Center România
- Radu Preda – senator PSD în legislatura 2016–2020
- Marius Tunduc – cofondator al Cest Pharma și președinte al Uniunii Naționale a Columbofililor din România – „Columba”
- Marius Lazăr – copreședinte al Partidului Verde, fost secretar de stat în Ministerul Muncii
- Mihai Apostolache – conferențiar universitar, consiler județean în cadrul Consiliului Județean Prahova din 2020, deputat PSD (și apoi PDL) în legislaturile 2004–2008 și 2008–2012, președintele Partidului România în Acțiune
- Ioana Petrescu – economistă, fost ministru al finanțelor publice (5 martie – 14 decembrie 2014), președinta organizației Pur și Simplu Verde